# Europees Hof voor de Rechten van de Mens

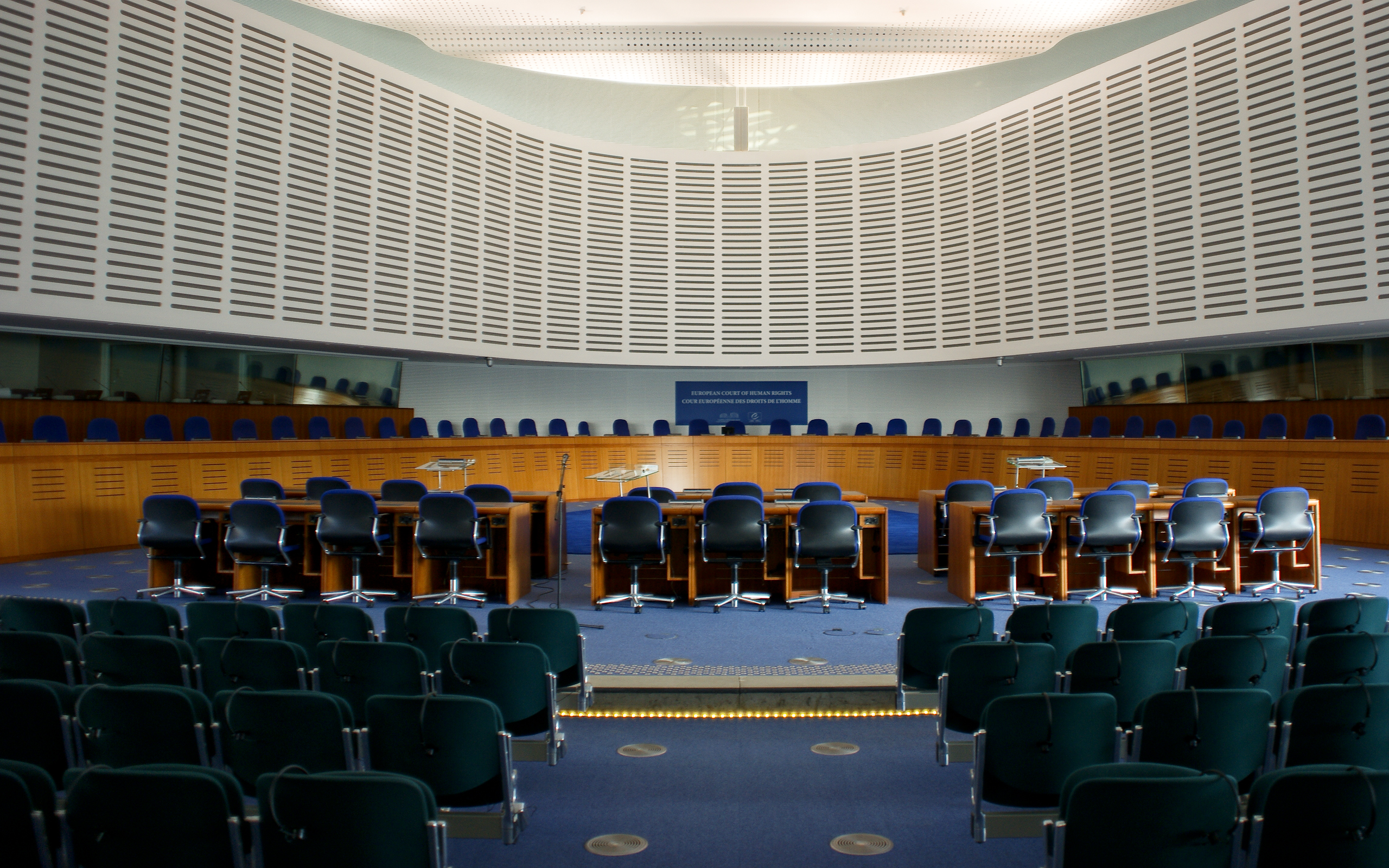
Grote zittingszaal Europees Hof voor de Rechten van de Mens in Straatsburg

Het Europees Hof voor de Rechten van de Mens (afgekort: EHRM, Frans: Cour européenne des droits de l'homme, Engels: European Court of Human Rights) is een Europees gerechtshof dat in 1959 werd opgericht door de Raad van Europa om toe te zien op naleving van het Europees Verdrag voor de Rechten van de Mens en de fundamentele vrijheden (EVRM). België en Nederland zijn twee van de 46 landen die dit verdrag hebben geratificeerd. Elke lidstaat van de Raad van Europa levert één rechter aan het Hof. Individuen, groepen en organisaties die zich op het grondgebied van een lidstaat bevinden kunnen een klacht indienen over vermeende schending van het Verdrag, als ook de staten zelf. Uitspraken hebben een bindend karakter voor de 46 lidstaten van de Raad van Europa, wordt een land veroordeeld, moet het maatregelen nemen om het onrecht te herstellen en om te vermijden dat het voorval zich kan herhalen. Dat geldt ook voor de lidstaten die niet rechtstreeks bij de uitspraak zijn betrokken. Het hof is gevestigd in Straatsburg, in informele context wordt vaak middels de plaatsnaam naar dit hof verwezen als Hof van Straatsburg.
Dit Gerechtshof staat los van de Europese Unie en zijn organen, maar er bestaat vanuit de EU wel een binding met dit hof en het Verdrag. Als voorwaarde voor een land dat lid wil worden van de EU geldt namelijk de eis, dat ze lid moeten zijn of worden van de Raad van Europa. Verder streeft de EU er sind 2009 naar, als internationale organisatie lid te worden van de Raad van Europa, maar er bestaan verschillende juridische en politieke drempels.

## Geschiedenis

### Raad van Europa en Europees Mensenrechtenverdrag
Na de gruweldaden tegen mensen door Nazi-Duitsland bestond na het einde van de Tweede Wereldoorlog in Europa grote behoefte aan een organisatie die zich zou richten op het bevorderen van mensenrechten en democratie. Vrijwel alle Europese landen richtten daarom in 1949 de Raad van Europa op, een internationale organisatie. De Raad is geen onderdeel van de Europese Unie en is daarom te onderscheiden van de Raad van de Europese Unie en de Europese Raad, die beide wel organen van de EU zijn. Van de 56 lidstaten van de Raad van Europa zijn er 26 lid van de Europese Unie. De Raad van Europa nam in 1950 het Europees Verdrag voor de Rechten van de Mens en de fundamentele vrijheden (EVRM) aan. Doelstelling was de Universele Verklaring van de Rechten van de Mens, in 1948 aangenomen door de Algemene Vergadering van de Verenigde Naties, in Europa kracht bij te zetten.

### Europees Hof voor de Mensenrechten
Het hof werd opgericht op 21 januari 1959 op grond van artikel 19 van het Europees Verdrag voor de Rechten van de Mens (EVRM), toen zijn eerste leden werden gekozen door de Consultatieve Vergadering van de Raad van Europa. De rechtsmacht van het hof is erkend door alle 46 lidstaten van de Raad van Europa. In 1998 werd het hof een permanente instelling en de Europese Commissie voor de Rechten van de Mens, die uitspraak deed over de ontvankelijkheid van aanvragen, werd afgeschaft door protocol 11. Het Europees Verdrag voor de Rechten van de Mens (EVRM) waarborgt bepaalde mensenrechten en fundamentele vrijheden voor alle burgers in de lidstaten van de Raad van Europa. Kandidaat-lidstaten kunnen toetreden tot de Raad van Europa als zij het EVRM hebben geratificeerd. Sinds de ondertekening van het verdrag in 1950 is het EVRM aangevuld met een aantal protocollen waarmee nieuwe rechten aan het verdrag zijn toegevoegd en de organisatie van het Hof is hervormd.
In maart 2023 werden voor het Hof de eerste twee klimaatrechtszaken ingeleid, op grond van een inbreuk op de mensenrechten. De zittingen werden gefilmd en publiek uitgezonden. Een uitspraak wordt later in 2023 verwacht.

## Juridische basis
De uitspraken van het hof zijn bindend en definitief: noch de klagende partij noch de aangeklaagde partij kan in beroep gaan, behalve bij de Grote Kamer van het hof zelf. Indien verder een lidstaat in het ongelijk wordt gesteld, is die lidstaat verplicht er alles aan te doen om te voorkomen dat de geconstateerde schending in de toekomst nog eens voorkomt.
Zelfs "bindend" blijkt echter geen afgebakend juridisch begrip. Het Duitse Grondwettelijke Hof te Karlsruhe vonniste op 19 oktober 2004 dat Duitse rechters de uitspraken van het Europees Hof niet mogen negeren. De Duitse grondwet gaat echter boven het Europees Verdrag voor de Rechten van de Mens (EVRM).
Het Europees Hof voor de Rechten van de Mens baseert zijn uitspraken op het Europees Verdrag voor de Rechten van de Mens (EVRM). Het hof bestaat uit 46 rechters, één namens elke lidstaat van de Raad van Europa.

## Werkwijze EHRM
Ieder individu, organisatie of lidstaat mag een lidstaat aanklagen bij het EHRM. Voordat het EHRM een zaak in behandeling neemt, wordt eerst getoetst of de klacht voldoet aan de eisen:
1. De indiener moet zelf het slachtoffer zijn van een schending van het EVRM.
2. De klacht mag niet gericht zijn tegen een andere burger of een particuliere organisatie, maar moet gericht zijn tegen een publieke instantie of een overheid.
3. Een klacht mag pas ingediend worden als er in het land waar de schending heeft plaatsgevonden geen rechtsmiddel meer ter beschikking is. Voor Nederlanders betekent dit dat de Hoge Raad, Raad van State, College van Beroep voor het bedrijfsleven of Centrale Raad van Beroep uitspraak heeft gedaan in het nadeel van de klager. Voor Belgen moet eerst het Hof van Cassatie een uitspraak gedaan hebben.
4. De klacht moest eerder binnen zes maanden na de definitieve (nadelige) beslissing in het eigen land worden ingediend. Later is dit door protocol 15 veranderd naar vier maanden.
5. De klacht mag niet anoniem zijn.
6. De klacht is niet kennelijk ongegrond. Er wordt dus al (marginaal) beoordeeld of de klacht ongegrond is of niet.

Als aan deze voorwaarden voldaan is, neemt het hof de klacht in behandeling. Als de klacht gegrond lijkt, wordt door het hof in eerste instantie naar een schikking gezocht. Indien dit niet lukt, kan het hof de aangeklaagde lidstaat verplichten tot het betalen van een schadeloosstelling. Het hof kan geen sancties opleggen aan de lidstaten van de Raad van Europa, dat kan alleen de Raad van Ministers.
Vroeger was er een Europese Commissie voor de Rechten van de Mens die een vooronderzoek deed in een nieuwe zaak alvorens het eventueel naar het hof werd gestuurd.

## Veroordelingen België en Nederland
Enkele keren per jaar wordt een door een Belg of Nederlander ingediende klacht ontvankelijk verklaard door het Europees Hof voor de Rechten van de Mens.
Tal van uitspraken van het Hof hebben geleid tot een verandering van de regelgeving in België. Een van de bekendste voorbeelden is het baanbrekende Arrest Marckx uit 1979 dat schendingen vaststelde in de toenmalige Belgische afstammingswetgeving en het erfrecht door de bijzondere en afwijkende behandeling van kinderen van alleengaande vrouwen ten opzichte van kinderen geboren staande huwelijk. Een meer recent voorbeeld is de zaak M.S.S. tegen Griekenland en België, waar België zich moest verantwoorden voor een overhaaste uitlevering van een asielzoeker aan Griekenland. Als gevolg van de uitspraak werd de beroepsprocedure voor asielzoekers in België aangepast. Een ander voorbeeld is de zaak Taxquet tegen België. Het Hof oordeelde dat iemand die door een volksjury voor het Belgische Hof van Assisen schuldig wordt bevonden, recht heeft op uitleg over de redenen voor die veroordeling. Intussen is de Assisenprocedure in België en Frankrijk aangepast.
In mei 2003 wees het Hof een verzoekschrift af van Nederlanders die zich gedupeerd achtten door het Tracébesluit die de aanleg van de Betuweroute mogelijk maakt. In 2021 wees de Nederlandse Hoge Raad een arrest over de vermogensrendementsheffing van de Belastingdienst op de voet van een prejudiciele beslissing van het Europees Hof. De Hoge Raad oordeelde dat het sinds 2017 geldende stelsel van vermogensrendementsheffing (box 3) in strijd is met het eigendomsrecht en discriminatieverbod van het Europees Verdrag voor de Rechten van de Mens (EVRM).

## Kritiek van en op het hof
- Hoewel het EHRM bedoeld is voor, onder andere, burgers om te klagen over hun overheden, gebeurt ook het omgekeerde weleens. Zo klaagde in 2004 een vers benoemde Nederlandse rechter van het hof in diverse media over het gemak waarmee burgers het hof zouden bedelven onder "futiliteiten".[bron?] Het hof heeft namelijk een grote achterstand opgelopen in het behandelen van klachten.[14]
- Burgers, wetenschappers en kritische juristen klagen erover dat het hof alleen binnen zekere marges recht spreekt.[bron?] Fundamentele kritiek op de mensenrechtensituatie van aangesloten landen zou zo niet aan de orde komen. Het hof zou regeringen niet te veel tegen zich in het harnas willen jagen en is zelf onderdeel, zo niet de top van de juridische stand in Europa.[bron?] Daardoor zouden advocaten die willen scoren, de fundamentele kritiek reduceren tot marginale kwesties waarmee ze kunnen winnen.[bron?] Mensen die deze kritiek delen, betogen een grote vorm van 'margin of appreciation'.[bron?] Dit begrip houdt in, in welke mate de Lidstaten de regels van het EVRM soeverein mogen interpreteren.

## Versnelling van de procedures
Op de ministersconferentie van de Raad van Europa in Interlaken op 18 en 19 februari 2010 heeft Rusland als laatste land het 14e Protocol ondertekend. Dit betekent dat met ingang van 1 juni 2010 de klachtprocedure voor het EHRM belangrijk kan worden versneld, onder andere doordat ingediende klachten "niet-ontvankelijk" kunnen worden verklaard door één rechter, met de bijstand van rapporteurs. Van alle bij dit hof ingediende klachten is 94 procent niet ontvankelijk.

## Onderscheidingen
- 2010: Four Freedoms Award Freedom Medal